# Clitoria kaieteurensis
Clitoria kaieteurensis är en ärtväxtart som beskrevs av Paul R. Fantz. Clitoria kaieteurensis ingår i släktet Clitoria, och familjen ärtväxter. Inga underarter finns listade i Catalogue of Life.